# Speocropia placida
Speocropia placida là một loài bướm đêm trong họ Noctuidae.